# Liste der EU-Vogelschutzgebiete in Malta

Natura 2000-Logo

Die folgende Liste enthält alle 22 Europäischen Vogelschutzgebiete nach Art. 4 (1) der Europäischen Vogelschutzrichtlinie in Malta. Die Gebiete sind Bestandteil des europäischen Schutzgebietsnetzes Natura 2000.

## Hinweise zu den Angaben in der Tabelle
- Gebietsname: Amtliche Bezeichnung des Schutzgebiets
- Datei/Commons: Datei und Link zu weiteren Dateien aus dem Schutzgebiet
- EEA-ID: Link zum Schutzgebiet in der Datenbank der European Environment Agency (EEA)
- WDPA-ID: Link zum Schutzgebiet in der World Database on Protected Areas
- Fläche: Gesamtfläche des Schutzgebiets in Hektar
- Bemerkungen: Besonderheiten und Anmerkung

## Tabelle
| Gebietsname                                                          | Datei/Commons | EEA-ID    | WDPA-ID   | Lage | Fläche ha | Bemerkungen |
| -------------------------------------------------------------------- | ------------- | --------- | --------- | ---- | --------- | --- |
| Is-Simar (limiti ta' San Pawl il-Baħar)                              |               | MT0000006 | 555580320 | ⊙    | 58,42     | Feuchtgebiet bei San Pawl il-Baħar. Bedeutendes Rastgebiet für zahlreiche Zugvogelarten. |
| L-Inħawi tar-Ramla tat-Torri u tal-Irdum tal-Madonna                 |               | MT0000009 | 555580324 | ⊙    | 74,96     | Nordspitze der Insel Malta mit verschiedenen Küstenhabitaten von Kalkklippen bis zu Sanddünen. Größte Kolonie des Mittelmeer-Sturmtauchers auf Malta. |
| L-Inħawi tal-Għadira                                                 |               | MT0000015 | 555580321 | ⊙    | 97,82     | Gebiet im Nordwesten Maltas mit Salzwiesen, Feuchtgebieten, Sanddünen, Garrigue und landwirtschaftlich genutzten Flächen. Bedeutendes Brutgebiet der Kurzzehenlerche, Wichtiges Rastgebiet für zahlreiche Zugvögel. |
| Filfla u l-Gżejjer ta' Madwarha                                      |               | MT0000016 | 555580325 | ⊙    | 6,59      | Felsinseln vor der Südküste Maltas. Bedeutender Brutplatz von Sturmwellenläufer und Sepiasturmtaucher. |
| Kemmuna u l-Gżejjer ta' Madwarha                                     |               | MT0000017 | 555580322 | ⊙    | 294,86    | Die Insel Comino zwischen Malta und Gozo. Felsinsel mit spärlicher Vegetation. Bedeutender Brutplatz für Sepiasturmtaucher und Mittelmeer-Sturmtaucher. |
| L-Inħawi tal-Buskett u tal-Girgenti                                  |               | MT0000018 | 555580323 | ⊙    | 244,9     | Eines der wenigen bewaldeten Gebiete Maltas. Wichtiger Rastplatz für ziehende Greifvögel. |
| Rdumijiet ta' Għawdex: Ta' Ċenċ                                      |               | MT0000027 | 555540721 | ⊙    | 152,17    | Südküste von Gozo südöstlich von Sannat mit Kalkklippen und Seehöhlen. Bedeutender Brutplatz für Sepiasturmtaucher und Mittelmeer-Sturmtaucher |
| Rdumijiet ta' Għawdex: Id-Dawra tas-Sanap sa Tal-Ħajt                |               | MT0000028 | 555540722 | ⊙    | 29,72     | Südküste von Gozo südwestlich von Sannat mit verkarsteter Globigerinenkalk-Landschaft im Hinterland. Bedeutender Brutplatz für Sepiasturmtaucher und Mittelmeer-Sturmtaucher. Bruthabitat u. a. von Kurzzehenlerche (Calandrella brachydactyla), Zistensänger, Blue Rock-thrush (Monticola solitarius) und Brillengrasmücke. |
| Rdumijiet ta' Għawdex: Il-Ponta ta' Ħarrux sal-Bajja tax-Xlendi      |               | MT0000029 | 555540723 | ⊙    | 57,26     | Südwestküste von Gozo mit Kalkklippen. Bedeutender Brutplatz für Sepiasturmtaucher und Mittelmeer-Sturmtaucher, Vorkommen der Blaumerle. |
| Rdumijiet ta' Għawdex: Il-Ponta ta' San Dimitri sal-Ponta ta' Ħarrux |               | MT0000030 | 555540724 | ⊙    | 64,08     | Westküste von Gozo bei Għarb mit Kalkklippen und Seehöhlen. Bedeutender Brutplatz für Sepiasturmtaucher und Mittelmeer-Sturmtaucher, Vorkommen der Blaumerle. |
| Rdumijiet ta' Malta: Ix-Xaqqa sa Wied Moqbol                         |               | MT0000031 | 555540725 | ⊙    | 142,81    | Zentraler Abschnitt der Südküste Maltas mit Kalkklippen. Bedeutender Brutplatz für Sepiasturmtaucher und Mittelmeer-Sturmtaucher. |
| Rdumijiet ta' Malta: Ras il-Pellegrin sax-Xaqqa                      |               | MT0000032 | 555540726 | ⊙    | 377,49    | Südwestküste Maltas mit Kalkklippen und Geröllhängen. Bedeutender Brutplatz für Sepiasturmtaucher und Mittelmeer-Sturmtaucher. |
| Rdumijiet ta' Malta: Wied Moqbol sal-Ponta ta' Bengħisa              |               | MT0000033 | 555540727 | ⊙    | 55,17     | Östlicher Abschnitt der Südküste Maltas mit Kalkklippen und Seehöhlen. Bedeutender Brutplatz für Sepiasturmtaucher und Mittelmeer-Sturmtaucher und Rastplatz für Zugvögel. |
| Wied il-Mielaħ u l-Inħawi tal-Madwar                                 |               | MT0000037 | 555721724 | ⊙    | 65,36     | Talsystem an der Nordwestküste von Gozo mit steilen Felswänden. Brutgebiet von Sepiasturmtaucher und Mittelmeer-Sturmtaucher. |
| Żona fil-Baħar fit-Tramuntana                                        |               | MT0000106 | 555623618 | ⊙    | 31899,91  | Meeresgebiet nördlich von Gozo. Bedeutendes Gebiet für Sepiasturmtaucher während der Brutzeit. |
| Żona fil-Baħar fil-Grigal                                            |               | MT0000107 | 555623621 | ⊙    | 35192,58  | Meeresgebiet nördlich von Malta. Bedeutendes Gebiet für Sturmwellenläufer und Mittelmeer-Sturmtaucher während der Brutzeit. |
| Żona fil-Baħar fil-Lvant                                             |               | MT0000108 | 555623622 | ⊙    | 62559,22  | Meeresgebiet östlich von Malta. Bedeutendes Gebiet für Sturmwellenläufer und Sepiasturmtaucher während der Brutzeit. |
| Żona fil-Baħar fix-Xlokk                                             |               | MT0000109 | 555623623 | ⊙    | 21933,4   | Meeresgebiet südlich von Malta. Bedeutendes Gebiet für den Sepiasturmtaucher während der Brutzeit. |
| Żona fil-Baħar fin-Nofsinhar                                         |               | MT0000110 | 555623619 | ⊙    | 83546,1   | Meeresgebiet südlich von Malta. Bedeutendes Gebiet für Mittelmeer-Sturmtaucher und Sepiasturmtaucher während der Brutzeit. |
| Żona fil-Baħar fil-Lbiċ                                              |               | MT0000111 | 555623625 | ⊙    | 25614,48  | Meer vor der Südküste Maltas. Bedeutendes Gebiet für Sturmwellenläufer, Mittelmeer-Sturmtaucher und Sepiasturmtaucher während der Brutzeit. |
| Żona fil-Baħar madwar Għawdex                                        |               | MT0000112 | 555623626 | ⊙    | 55672,37  | Meeresgebiet, das die Insel Gozo umgibt inklusive Gozo-Kanal. Bedeutendes Gebiet für Mittelmeer-Sturmtaucher und Sepiasturmtaucher während der Brutzeit. |
| Żona fil-Baħar fil-Majjistral                                        |               | MT0000114 | 555623627 | ⊙    | 5592,58   | Meeresgebiet westlich von Gozo, bedeutendes Gebiet für den Sturmwellenläufer während der Brutzeit. |